# Ганс Скоп

Флаг и герб Самогитии (земли Жемойтской)

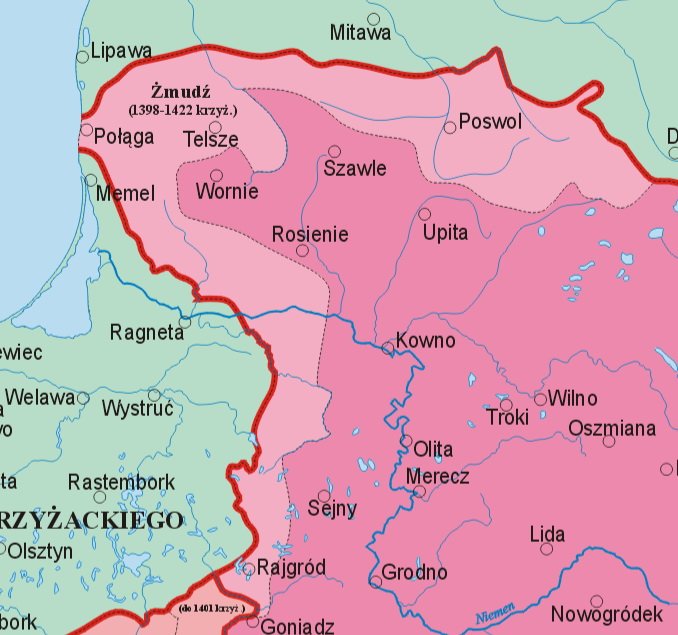
Самогития (Жмудь) 1386-1434 AD

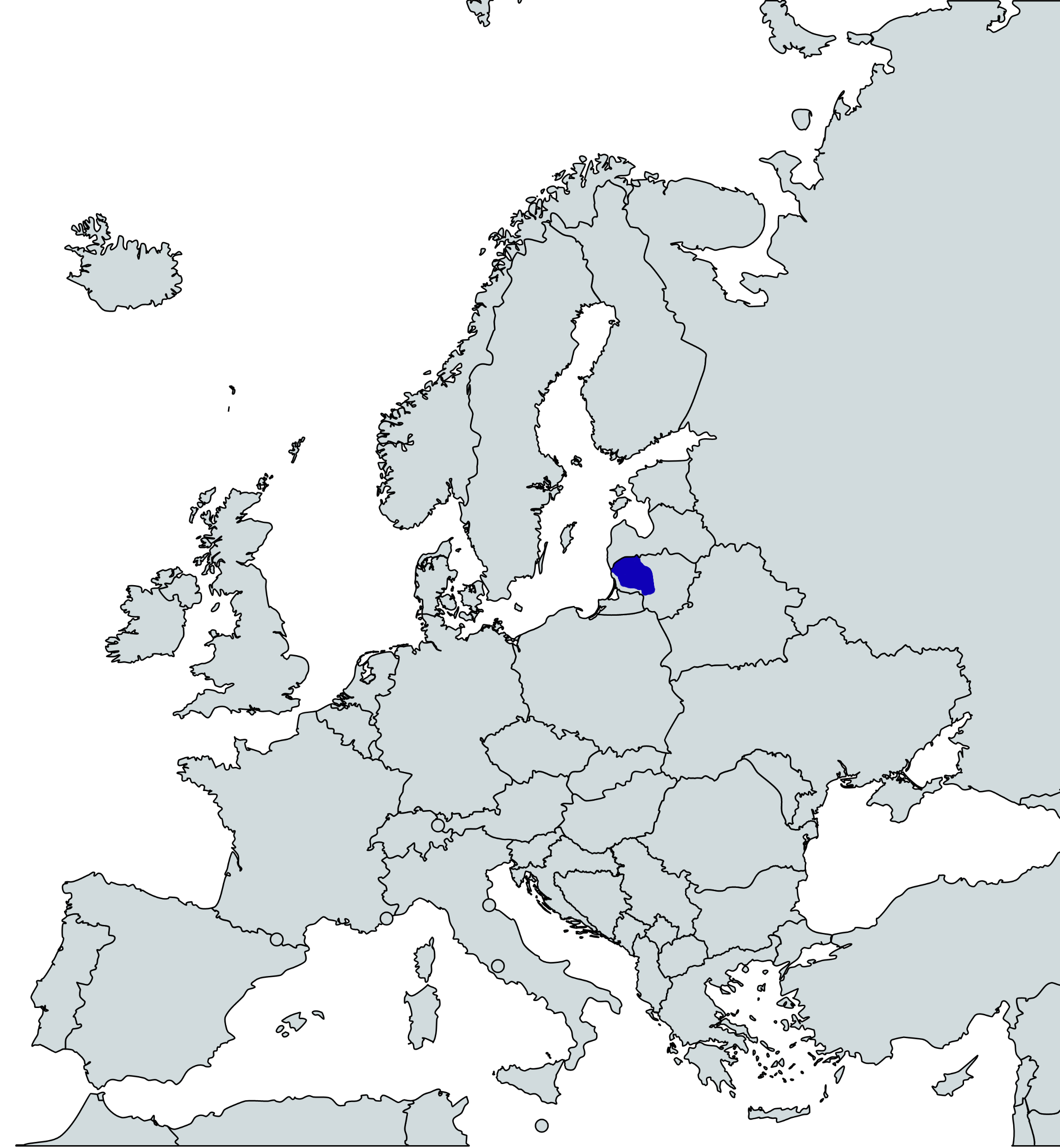
Расположение Самогитии/Жемайтии

Ганс Скоповны (Иоганн) (род. ~ 1535 г.) — тиун (управитель) Самогитии (земля Жемайтия) в 1567 году.

## Биография
Ганс был сыном Станислава Скопа (Скопова) (1492—1554) и княгини Елены Андреевны Сангушко (1494—1561). Станислав Скоп (герб Trąby) — в 1527—1529 гг. королевский секретарь, Скерстомонский и Тендзягильский (Жемайтийские земли, Таурагский уезд) державец (тиун, правитель). Станислав Скоп был внуком Скопа (ум. до 1500 г.) из старинного княжеского рода Довспрунгов.
Для княгини Елены Андреевны Сангушко это был второй брак. Ее первым мужем был князь Петр Тимофеевич Мосальский. Родителями княгини Елены Андреевны были князь Андрей Александрович Сангушко (1454—1534, герб Погоня Литовская), и княгиня Ксения-Мария Ивановна Острожская (1458 г.р.).
Дочерью Ганса была Анна Скоповна, которая вместе со своим мужем Болеславом Дубиковским (герб Остоя (Ostoja)) были Смоленскими подчашими в середине 1600-х годов. Владели фольварком Ковалев в Минском уезде.